# Palazzo di Cipriano Pallavicini

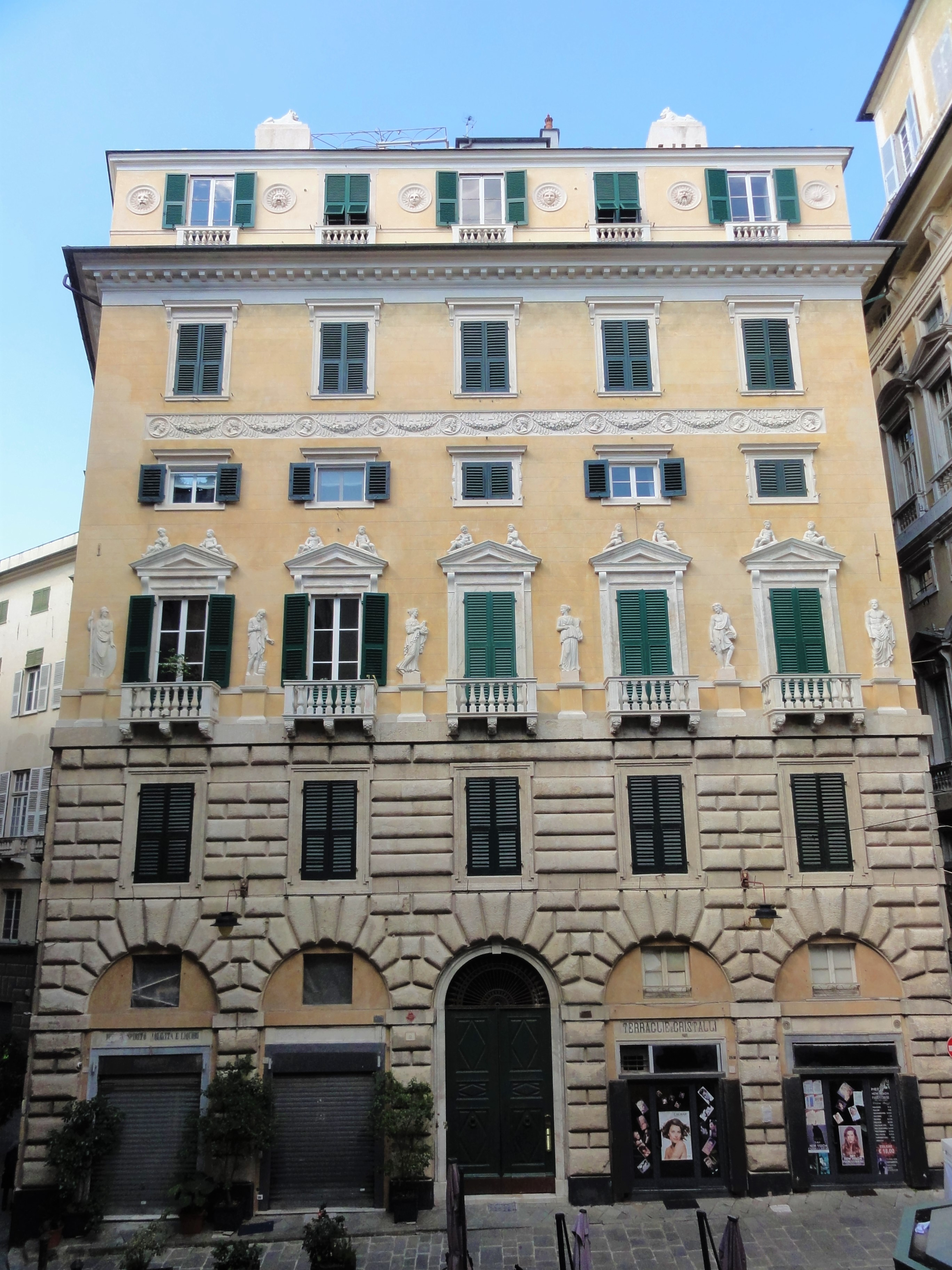
Hauptfassade mit den fünf Geschäftslokalen

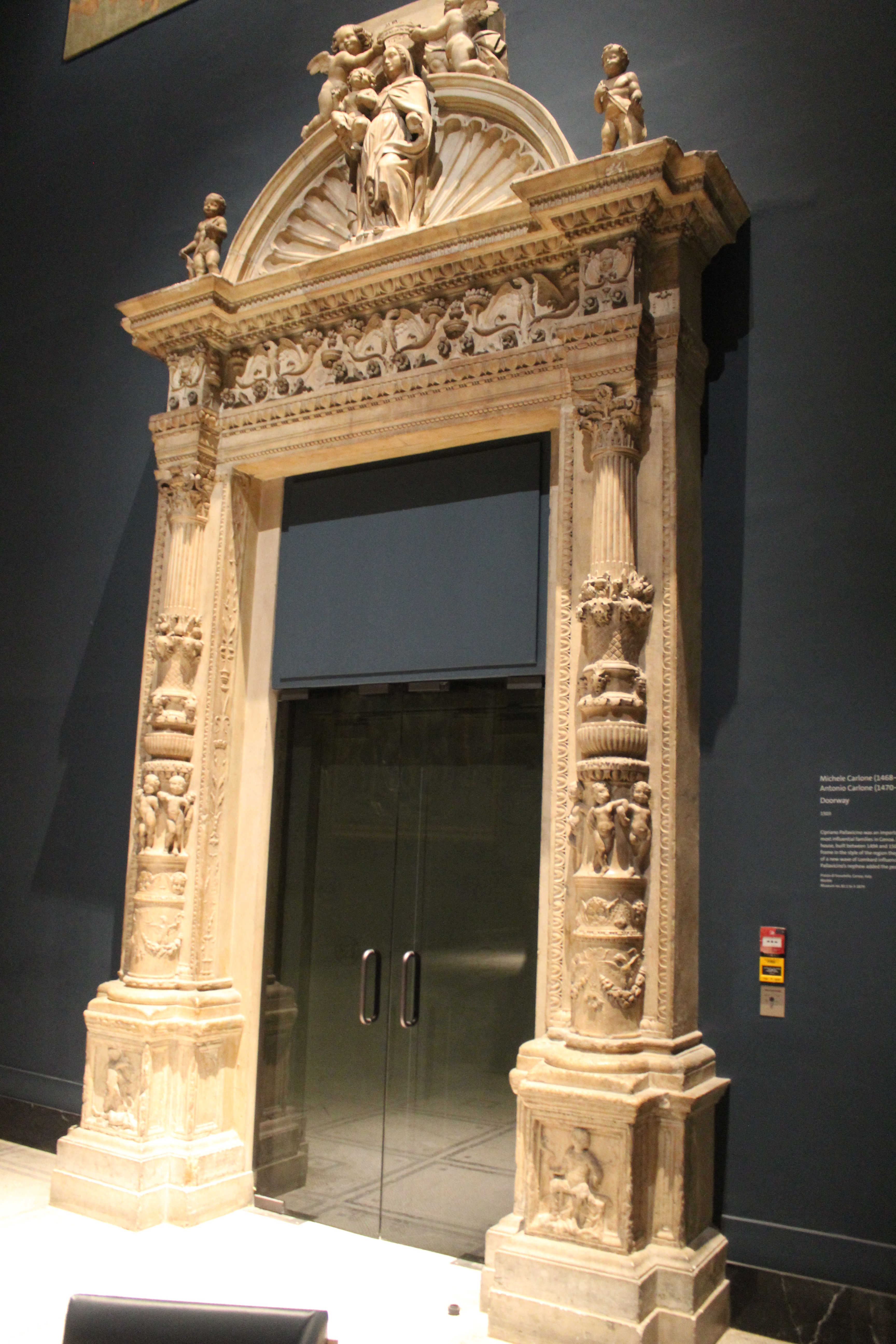
Portal im Victoria and Albert Museum

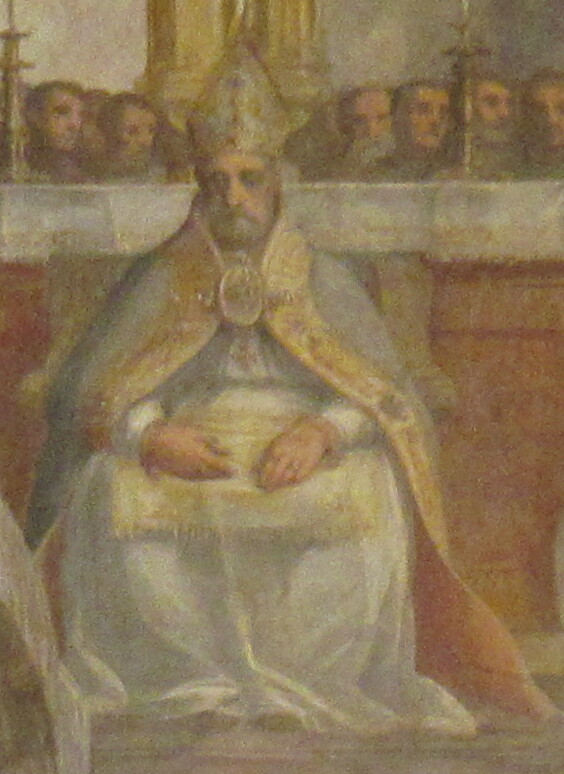
Der Bauherr, Cipriano Pallavicino, als Erzbischof von Genua

Der Palazzo di Cipriano Pallavicini ist ein Stadtpalast in Genua, der Teil des Welterbes der UNESCO „Genoa: Le Strade Nuove and the system of the Palazzi dei Rolli“ (deutsch: Genua: Le Strade Nuove und die Palazzi dei Rolli) ist. Das Gebäude liegt an der Piazza Fossatello 2.

## Geschichte
Der Palazzo entstand Ende des 15. Jahrhunderts, indem zwei benachbarte Wohnhäuser zu einem Gebäude vereinigt wurden. 1503 ließ Babilano Pallavicini ein Marmor-Portal durch Michele und Antonio Carbone anfertigen. Das von zwei „Kandelabersäulen“ eingerahmte und von einer Lünette mit einer Madonna mit Kind bekrönte Tor befindet sich seit 1897 im Victoria and Albert Museum in London.
Als einer der Palazzi dei Rolli war der Palazzo di Cipriano Pallavicini in den Rolli von 1599 und 1614 eingetragen. Nach deren Klassifizierung, den „bussoli“, zählte er 1599 zur Klasse drei, 1614 zur Klasse eins (zu den Einzelheiten dieser Eintragungen vergleiche hier). Das Gebäude ist auch in dem Werk von Peter Paul Rubens von 1622 über die Genueser Stadtpaläste dokumentiert.
1540 beauftragte Cipriano Pallavicino, Erzbischof von Genua ab 1567, einen unbekannten Architekten mit dem Umbau der Anlage. Der von Donato Bramante 1510 in Rom konzipierte Palazzo von Adriano de Caprini soll als Vorbild gedient haben. Die Obergeschossen, die bis zu diesem Zeitpunkt nach wie vor getrennten Räumlichkeiten entsprechend den beiden Ursprungsbauten aufwiesen, wurden nun durchgehende Raumfolgen angeordnet. Die Umbauten unter Cipriano Pallavicino waren 1544 abgeschlossen. 1558 wurden dann in den oberen Stockwerken zwei übereinander liegende Piani nobile eingebaut. Nach einer kurzen Zeit im Eigentum der Familie Brignole ab 1571 ging der Palast 1584 in das Eigentum von Francesco Pallavicini über. Ab 1713 gehörte er zunächst der Familie Grillo, ab 1718 der Familie Saporiti und schließlich ab 1840 Federico Rayper, einem Einwanderer aus dem Tessin, der Lieferant der Königlich Sardischen Kriegsmarine war. Sein rascher wirtschaftlicher Erfolg ermöglichte ihm beträchtliche Investitionen, die dazu führten, dass er das Gebäude 1841 weitgehend entkernen ließ und um zwei Etagen aufgestockte. Federico Rayper ließ eine Anzahl von Wohnungen einbauen, die alle im klassizistischen Stil dekoriert wurden.

## Gebäude
Der Palast hatte einen für Genueser Verhältnisse ungewöhnlichen Grundriss: Schon die Dokumentation von Rubens zeigt, dass die Vorderseite des Erdgeschosses komplett von fünf nebeneinander liegenden Geschäftslokalen belegt wird, die etwa die Hälfte der Grundfläche einnehmen. Der Zugang erfolgte über zwei seitliche Zugänge, Relikt der beiden Einzelhäuser, aus denen das Gebäude entstand: Einen von der Via Lomellini, prächtiger gestaltet zum Haupttreppenhaus und ein zweiter, untergeordneter von einer – heute nicht mehr existierenden – Gasse westlich des Gebäudes. Von hier führte eine zweite, untergeordnete Treppe ins Piano nobile, vielleicht als Dienstbotentreppe genutzt. Das „Hauptportal“ in der Hauptfassade war dagegen nur der Zugang zum mittigen der fünf Geschäftslokale.
Die Fassade ist bis heute von einem massiven „Sockel“ aus rustizierendem Quadermauerwerk geprägt, das auch noch den ersten Stock einnimmt. Cipriano Pallavicino erhielt zudem die Erlaubnis, ein Armenhaus, dass vor dem Gebäude stand, abzureißen zu lassen, damit die Fassade besser zur Geltung kam, eine städtebauliche Maßnahme, die zur Entstehung der Piazza di Fossatello führte. Bei den Umbauten ab 1841 wurde die überkommene Fassadendekoration weitgehend beseitigt und durch klassizistische Fresken ersetzt. Vom ursprünglichen Grundriss des Hauses mit seinen Eingängen von der Via del Campo und der Via di Ponte Calvi ist spätestens nach den Umbauten in den 1840er Jahren nichts erhalten.

## Bei Rubens
|  |  |  |